# Wataru Endo
Wataru Endo (Yokohama, 9. veljače 1993.) japanski je nogometaš koji igra na poziciji veznog. Trenutačno igra za Liverpool.

## Vanjske poveznice
- National Football Teams